# Jahnsita-(NaMnMn)
La jahnsita-(NaMnMn) és un mineral de la classe dels fosfats que pertany al subgrup de la jahnsita.

## Característiques
La jahnsita-(NaMnMn) és un fosfat de fórmula química NaMn²⁺(Mn²⁺Fe³⁺)Fe³⁺₂(PO₄)₄(OH)₂(H₂O)₈. Va ser aprovada com a espècie vàlida per l'Associació Mineralògica Internacional l'any 2019, i publicada a les darreries de 2023. Cristal·litza en el sistema monoclínic.
L'exemplar que va servir per a determinar l'espècie, el que es coneix com a material tipus, es troba conservat a les col·leccions mineralògiques del Museu d'Austràlia Meridional, a Adelaida, Austràlia, amb el número de registre: g34799.

## Formació i jaciments
Va ser descoberta a la pedrera de Wiperaminga Hill West, situada a la reserva de Boolcoomatta, dins la província d'Olary (Austràlia Meridional, Austràlia). Aquest indret és l'únic a tot el planeta on ha estat descrita aquesta espècie mineral.